# Monumento a José Celestino Mutis (Cádiz)

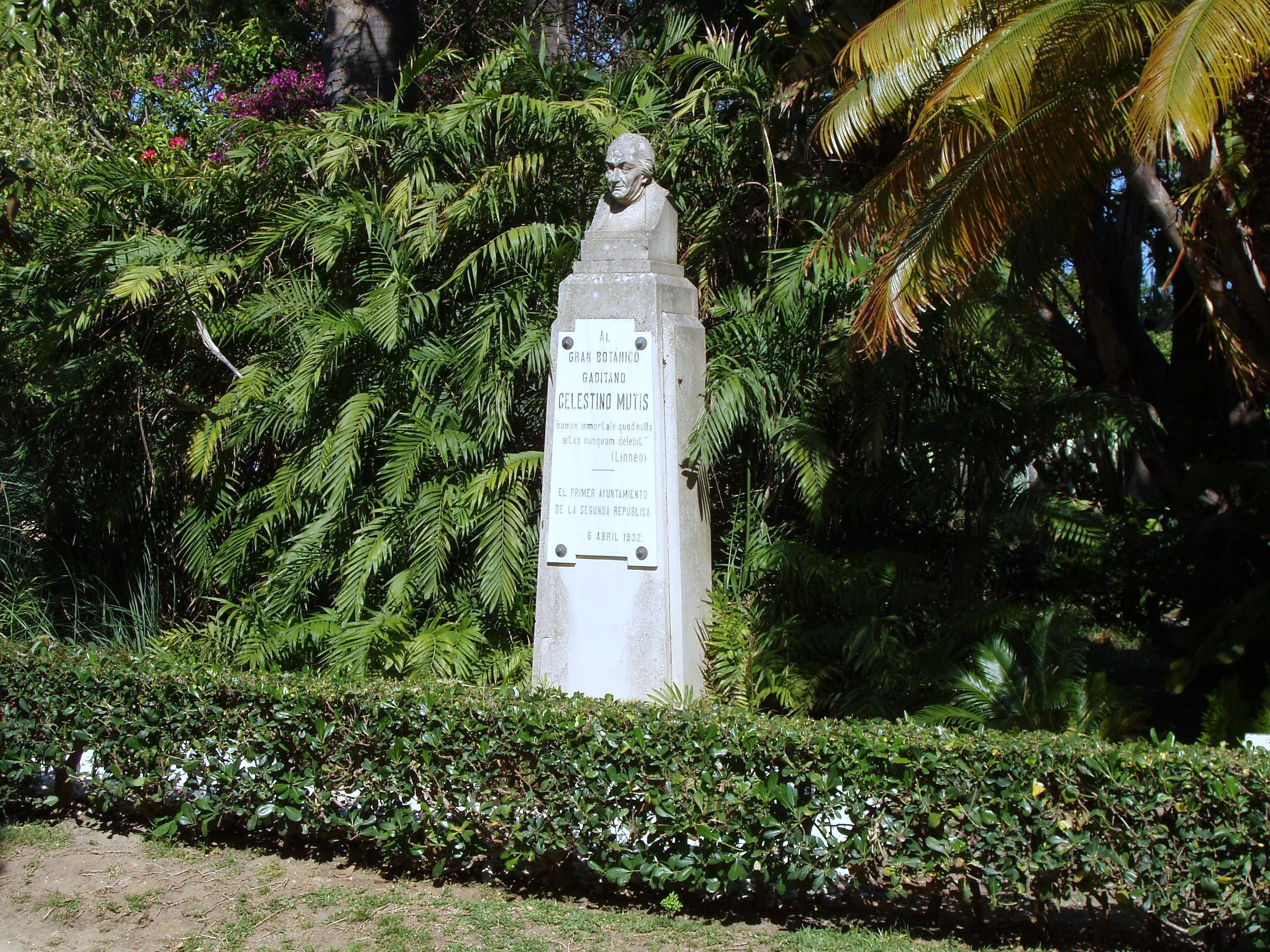
Monumento a José Celestino Mutis.

El gaditano José Celestino Mutis y Bosio, bautizado en la Parroquia de Santa Cruz, logró crearse una justa fama universal, por sus estudios de Botánica.
Con motivo del segundo centenario de su nacimiento, Cádiz le inauguró un monumento. Se pensó que el mejor sitio para asentarlo sería precisamente entre plantas, ya que éstas habían sido siempre su obsesión. La idea fue aceptada y, por ello, se halla ubicado en un parterre del primer trozo del Paseo de las Palmeras del Parque Genovés. El descubrimiento de la efigie, oculta tras la bandera nacional, tuvo lugar el día 6 de abril de 1932, por el cónsul colombiano, a quien el alcalde de la ciudad había cedido tal honor.
Consiste el monumento a José Celestino Mutis en un parco pedestal con su busto, labrado en mármol por el artista gaditano José Gargallo.